# Col de la Chavade

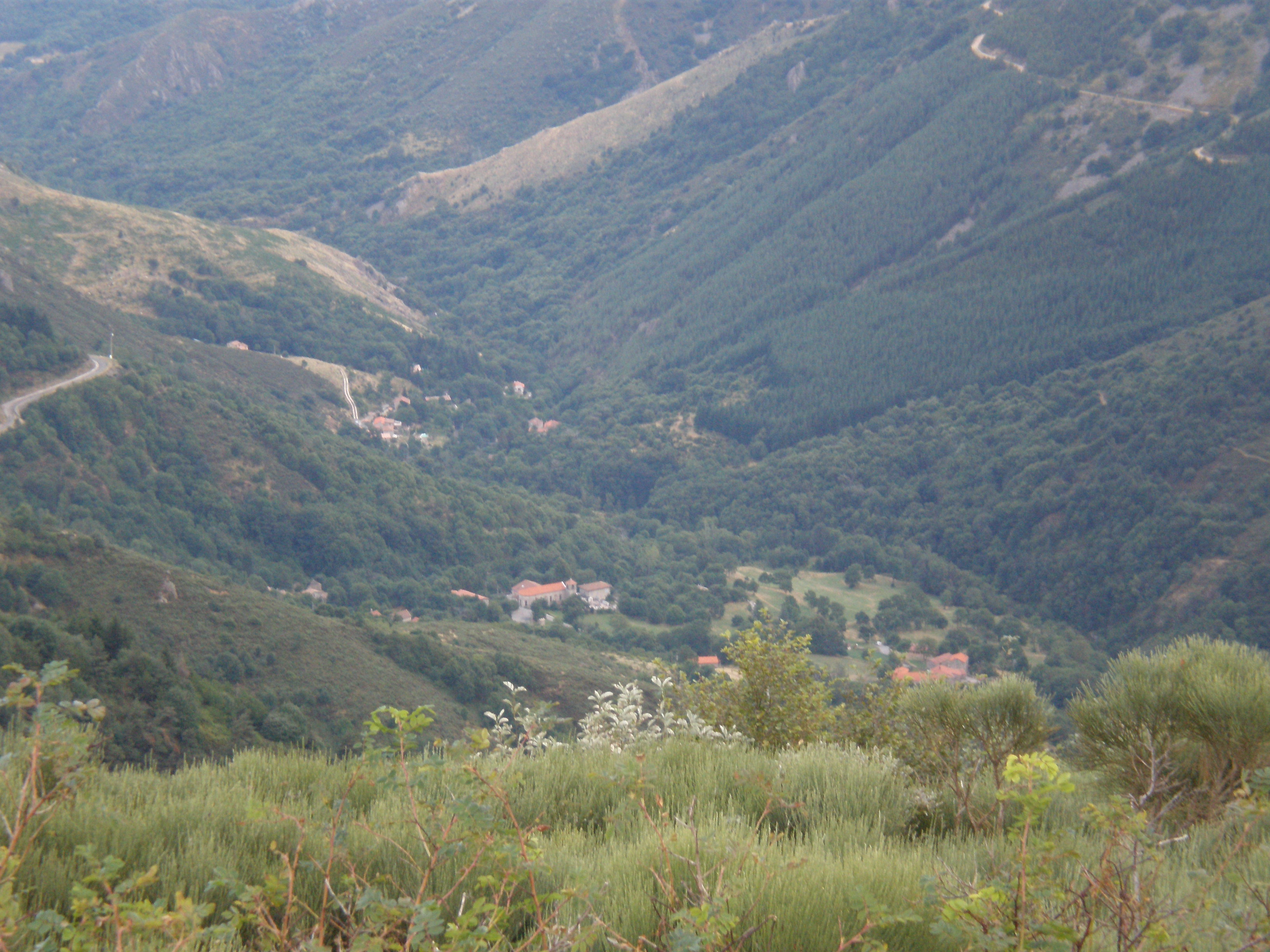
Zicht op de diepe vallei aan de oostzijde van de col: het dorp 'Astet' ligt op de valleibodem.

De Col de la Chavade is een bergpas in het zuidoosten van het Centraal Massief in de Franse departement Ardèche. De pas ligt in het gebergte van de Monts du Vivarais en verbindt de vallei van de Ardèche (met de stad Aubenas) in het oosten met het plateau van de Ardèche in het westen. De pasweg draagt het nummer N102. In het westen geeft de N102 aansluiting op de N88, waarlangs zowel Le Puy-en-Velay (noordwesten) als Mende (zuidwesten) bereikt kan worden. In het oosten leidt de N102 naar Montélimar en de Rhônevallei. Bij Aubenas vertrekt een secundaire weg (D104) naar het noordoosten om via de col de l'Escrinet en Privas de meer noordelijke Rhône-vallei met onder meer Valence te bereiken.
De col de la Chavade vormt de grens het het plateau van de Ardèche in het westen met een gemiddelde hoogte van 1000 meter en de lage Vivarais in het oosten. De pas wordt beschouwd als een belangrijke toegangspoort tot het hogere deel van de Ardèche. De oostelijke zijde van de pasweg kent een bochtig parcours dat relatief steil is. Op tien kilometer klimt de weg van 600 naar 1266 meter. Deze oostelijke zijde staat ook bekend onder de naam "côte de la Chavade" of "côte de Mayres".
De col de la Chavade ligt op de waterscheiding tussen de Atlantische Oceaan en de Middellandse Zee en biedt een panoramisch zicht op de omliggende bergen van de Vivarais en het kleine bergmassief serre de la Croix de Bauzon.